# جو ماكجي
جو ماكجي (بالإنجليزية: Joe McGee)‏ هو لاعب كرة قدم بريطاني في مركز الوسط، ولد في 6 مارس 1993 في ويغان في المملكة المتحدة. لعب مع نادي موركامب ونادي ووركينغتون.

## وصلات خارجية
- جو ماكجي على موقع قاعدة بيانات كرة القدم.إي يو (الإنجليزية)
- جو ماكجي على موقع Soccerbase.com (لاعب) (الإنجليزية)
- جو ماكجي على موقع Soccerway.com (الإنجليزية)